# 1990년 레코파 수다메리카나
1990년 레코파 수다메리카나(1990 Recopa Sudamericana)는 1990년 3월 17일에 열린 2번째 레코파 수다메리카나 대회이다. 1989년 코파 리베르타도레스 우승 팀인 아틀레티코 나시오날과 1989년 수페르코파 수다메리카나 우승 팀인 보카 주니어스가 맞붙었다.
원래는 홈 앤 어웨이 방식으로 열릴 예정이었지만 콜롬비아와 관련된 안전 문제, 과중한 일정 문제로 인하여 중립 지대인 미국 마이애미에 위치한 오렌지 볼에서 단판 승부 형식으로 진행되었다. 보카 주니어스가 아틀레티코 나시오날을 1-0으로 누르고 우승을 차지했다.

## 경기
| 아틀레티코 나시오날 | 0–1 | 보카 주니어스 |
| ------------------- | --- | ------------- |
|                     |     | 라토레 38′    |

| 아틀레티코 나시오날 | 보카 주니어스 |

|                      |  |                        |  |     |
|                      |  |                        |  |     |
| GK                   |  | 레네 이기타            |  |     |
| DF                   |  | 루이스 페르난도 에레라 |  |     |
| DF                   |  | 루이스 카를로스 페레아 |  |     |
| DF                   |  | 히오바니 카시아니      |  |     |
| DF                   |  | 힐다르도 고메스        |  |     |
| MF                   |  | 호세 리카르도 페레스   |  | 59′ |
| MF                   |  | 레오넬 알바레스        |  |     |
| MF                   |  | 알렉시스 가르시아      |  |     |
| MF                   |  | 하이메 아랑고          |  |     |
| FW                   |  | 루이스 알폰소 파하르도 |  |     |
| FW                   |  | 니베르 아르볼레다      |  | 70′ |
| 교체 선수:           |  |                        |  |     |
| FW                   |  | 파우스티노 아스프리야  |  | 59′ |
| FW                   |  | 후안 하이로 갈레아노   |  | 70′ |
| 감독:                |  |                        |  |     |
| 에르난 다리오 고메스 |  |                        |  |     |

|                   |  |                        |  |      |
|                   |  |                        |  |      |
| GK                |  | 카를로스 나바로 몬토야 |  |      |
| DF                |  | 이바르 스타푸사        |  |      |
| DF                |  | 후안 시몬              |  |      |
| DF                |  | 호세 루이스 쿠시우포   |  |      |
| DF                |  | 블라스 히운타          |  |      |
| MF                |  | 클라우디오 마랑고니    |  |      |
| MF                |  | 빅토르 우고 마르체시니 |  |      |
| MF                |  | 호세 다니엘 폰세       |  |      |
| FW                |  | 디에고 라토레          |  |      |
| FW                |  | 알프레도 그라시아니    |  | 76a′ |
| FW                |  | 레오나르도 이타벨      |  | 76b′ |
| 교체 선수:        |  |                        |  |      |
| MF                |  | 디에고 소뇨라          |  | 76a′ |
| MF                |  | 알레한드로 바르베론    |  | 76b′ |
| 감독:             |  |                        |  |      |
| 카를로스 아이마르 |  |                        |  |      |